# Chapelle de l'Assomption de Brantigny
La chapelle de l'Assomption de Brantigny est une chapelle située à Piney, en France.

## Description

### Mobilier
Elle possède des fonts baptismaux octogonaux du Moyen Âge et d'autres fonts baptismaux en calcaire de forme ovoïde du XVIe, des carreaux de pavement du XVIe siècle. Une déploration en calcaire avec des traces de polychromie.
Elle avait des vitraux du XVIe et d'autres fabriqués par les Carmélites du Mans aux armes de la famille des Réaulx.

## Localisation
La chapelle est située sur la commune de Piney, dans le département français de l'Aube.

## Historique
En tant que paroisse elle était du doyenné de Brienne et une succursale de Piney. Elle était encore une paroisse avec comme succursale le Doyer et la ferme des Hautes-Hayes en 1633.
L'église est citée comme appartenant à l'abbaye de Molesme en 1110.
L'édifice est classé au titre des monuments historiques en 1987.